# DEEP FEAR
『DEEP FEAR』（ディープフィアー）は、セガ・エンタープライゼスから1998年7月16日に発売されたセガサターン用ホラーアクションアドベンチャーゲームである。
主人公のジョンを操り、海底基地という閉鎖された空間を舞台に、クリーチャーと闘いながら次々発生するアクシデントに対処。最終的には基地から脱出するのが目的。基地内の探索・戦闘の合間に、CGムービーによるイベントシーンが挿入される形でゲームが進行する。
不意にモンスターへと変化する乗組員、リアルタイムに減り続ける酸素、水圧による基地の崩壊など、続けざまにおこる恐怖を追求している所が最大の特徴となる。
このゲームは日本とEUでのみの販売で、アメリカでは発売されなかった。因みにEUで発売された最後のセガサターン用ゲームソフトだった。

## ストーリー
21世紀初めのある日、宇宙船のスペースポッド（打ち上げ脱出システム）が大気圏外から太平洋上へと落下、アメリカ海軍の原子力潜水艦・シーフォックスにより回収された。ポッドに生命反応が確認されたため、シーフォックスはグアム島沖の海底補給基地・ビッグテーブルにポッドを運び込むが、任務を終えてビッグテーブルを離れようとしたシーフォックスが突如暴走。基地内の移動型ネイビー（海軍施設）エリアに激突してしまう。
ビッグテーブルの総指揮官であるクランシー・ドーキンスは、ERSのレスキュー隊員であるジョン・メイヤーに、ネイビーエリアに取り残された研究員、ジーナ・ワイズバーグの救出を要請する。相棒のムーキー・カーヴァーと共に救出に向かうが、道中でクリーチャーと化した生存者に遭遇する。それを倒し、ジョン達はジーナと彼女のペットのアンソニーを見つけ、一緒にビッグテーブルへ帰還する。
その後、シーフォックスはビッグテーブルへ魚雷を発射。続けて核ミサイルの発射準備に入った。クランシーはジョンにシーフォックスへ乗り込み、発射を解除するよう命ずる。艦内ではクリーチャー化したクルー達に襲われるが、ジョンは制御キーを使い核ミサイルの発射阻止に成功する。帰還時にムーキーの操る潜水艇に搭乗したジョンだったが、ジョンが下船した際に同乗していた生存者がクリーチャー化し、ムーキーは死亡。潜水艇も海溝へと沈んでいった。
ビッグテーブルに戻ると、クランシーはSEAL隊長のマッコイ・ランバートとともにクリーチャーを一掃してエアユニットを奪還するための作戦会議を開いていた。作戦内容を監視カメラから見ていたシステム設計者のデュボア・アマルリックはエアユニットが戦闘で破壊された場合、ビッグテーブル自体が圧壊してしまうと作戦中止を求める。ジョンはクランシーに作戦中止を提言するが、SEAL隊員は既に戦闘状態に突入しており、音信不通となっていた。作戦中止を求め急遽エアユニットに向かうことになったジョンだったが、SEAL隊員は全滅。彼らが仕掛けた時限爆弾を発見する。ジョンは脱出に成功するが、時限爆弾は爆破し、エアユニットから放出された大量の空気が海上に停泊していたSEALの空母を直撃。揺れにより艦上機が落下し、ビッグテーブルのエネルギーユニットエリアを直撃。ビッグテーブル全体が停電してしまう事態に陥った。
帰還したジョンだったが、クランシーからエネルギーユニットエリアの生存者の救出を要請される。エリアにいたデュボアやマッコイ隊長、ダニー・レイノルズ、アンナ・ローランサン、シャロン・ステートらを救出しようとするも、全員が死亡してしまう。救出を要請したクランシーもジョンやジーナを置き去りに、単身潜水艇での脱出を決行するが、潜んでいたクリーチャーによって殺害される。
ジョンはジーナと行動を共にしていたが彼女は事件の真相を語った後、クリーチャーへ変形。彼女はジョンによって倒された後、脱出ポッドに乗り込むジョンを襲おうとするアンソニーを抱きかかえ、ネイビーエリアと運命を共にした。脱出ポッド内にはアンナのペットであった犬のランボーがいた。ジョンとランボーは海底からの脱出に成功する。

## 登場人物

### メインキャラクター
ジョン・メイヤー（John Mayor）
声：Samuel Rose（本編）、中原茂（サウンドドラマ）
このゲームの主人公。28歳。ERSのライフセービングインストラクターで、かつては海軍のSEALチーム6に所属。婚約者のステラ・ランバート（Stella Lambert）がいたが、3年前、久々の休暇にヨットで旅行に出かけた際、彼女の兄のマッコイが止めたにも拘らず操舵を過信した結果、嵐に巻き込まれ彼女を助け出せず死なせてしまい、自責の念から除隊していた。その後ERSに入社し、ビッグテーブルに赴任してきたところで事件に巻き込まれる。
ジーナ・ワイズバーグ（Gena Weisburg）
声：Karen Kennedy（本編）、水谷優子（サウンドドラマ）
22歳。分子生物学者で、IQ180。ジョンの婚約者だったステラと瓜二つの姿をしており、孤児院で育ったことが語られている。研究主任としてビッグテーブルに勤務していたが、事故に巻き込まれてネイビーエリアに取り残されてしまう。アンソニー（Anthony）という名のオスのチンパンジーを連れている。実は一連の事件の発端となった「ディープ・ブルー計画」に研究者として自ら加担しており、アンソニーこそが40年間仮死状態になっていたチンパンジーであった。彼自身が仮死状態になる能力を持っている事、そして寄生成虫を発見し、研究や今後の科学発展のためにクリーチャーへと変貌する致命的な欠点に目をつぶってしまった結果、今回の悲劇を招いてしまった。彼女自身もパラサイトセルに寄生されていた事を自覚していたが、最終的にはラスボスとしてクリーチャーへと変貌を遂げる。しかし自我は失っておらず、ネイビーエリアの起爆キーを渡す。自爆装置が作動した後、ジョンに感謝の言葉を告げてアンソニーを抱いてネイビーエリアと運命を共にした。

### サブキャラクター
クランシー・ドーキンス（Clancy Dawkins）
声：Tom West（本編）、藤本譲（サウンドドラマ）
54歳。ビッグテーブルの総指揮官。野心家のアメリカ海軍大佐で、冷戦期に原子力潜水艦艦長を務めていたが、紛争寸前の警戒水域を航行中、功を焦るあまりにソナー員だったダニーの警告を無視して客船を撃沈するという失態を犯し、揉み消そうとするも内部調査で事実が発覚して軍法会議に諮られた結果、ビッグテーブルに左遷されてきた（彼いわく「1度だけのミスで夢は閉ざされた」と憤慨していた）。そのビッグテーブルで行われていた極秘プロジェクト「ディープ・ブルー計画」の最高責任者であり、「上層部に報告を含め無許可で閲覧した者は軍法会議に掛ける」とした箝口令により、基地の一般職員はおろか軍上層部に対してすら極秘扱いで独断で進め、仮死状態だったアンソニーの秘密を解明し、長期における宇宙航行用の生命維持装置を開発する事で名声を得ることを目論んでいた。シーフォックスの激突をはじめとした緊急事態に対処すべく指揮を執っていたが、最後はジョンら生存者を残して、一人で潜水艇を使って逃げ出すという暴挙に出る。しかしその潜水艇にもクリーチャーが潜んでおり、背後から襲撃され自業自得の最期を迎えた。
マッコイ・ランバート（McCoy Lambert）
声：Monty DiPietro（本編）、子安武人（サウンドドラマ）
30歳。クリーチャーからビッグテーブルを奪還するために派遣された、海軍大尉でSEALチーム6隊長。軍人一家の生まれで、10年で50近い特殊任務を遂行した歴戦の持ち主で“アイアンフィスト”の異名を持つ。ジョンの元上官で、ステラの兄でもある事から嘗ては互いに兄弟のように慕っていたが、再会時にはジョンに皮肉を浴びせている。CCD（センターコントロールデッキ）エリアにあるクランシーの部屋でジョンと再会、その後エアユニットエリアへ移動するもSEAL部隊はクリーチャーの襲撃に遭い壊滅。ビッグテーブル本体のコネクションパークエリアの火薬庫でジョンが再び会った時は、既にクリーチャーに変形が始まっており、実は3年間、嵐が来るという事を助言したにも拘わらずジョン達を止めなかった結果、ステラを助け出せなかったのは自分の責任があったのかも知れない事への自責の念に苛まれていた事を告げ、ステラの結婚式に渡す筈だった「昔からの強いアメリカの誇り」であるM1911A1をジョンに託し、最後はC4爆弾に薬剤を注入してコネクションパークエリアもろとも自爆した。
ムーキー・カーヴァー（Mookie Carver）
声：Wayne Doster（本編）、千葉一伸（サウンドドラマ）
20歳。ERSにおけるジョンの相棒でメカニックの役割。明るい性格の黒人で、1996年のワールドシリーズ制覇を引き合いに出す程のニューヨーク・ヤンキースファン。ジーナ博士救出の依頼を受け、ジョンとともに「NAVYエリア」に向かう。シーフォックスに搭載された核ミサイルの発射阻止に成功したジョンや生存していた兵士と共に潜水艇でビッグテーブルに戻った直後、突如クリーチャーと化した兵士に襲われ、外にいたジョンに助けを求めるもジョンの目の前で殺害された。
シャロン・ステート（Sharon State）
声：Shay Isbel（本編）、小松里賀（サウンドドラマ）
19歳。カリフォルニア州出身の新進フリーカメラマン。シーファームエリアのプールで飼育していたアンドリュー（Andrew）という名のイルカを海に返すのをジョンに手伝ってもらったが、その直後にプールへ向かおうとしたところ、牛から変形したクリーチャーに襲われ死亡。ムーキーとは遊び仲間。ジョンに一目ぼれしていた事が彼女の日記に記されていた。
デュボア・アマルリック（DuBois Amalric）
声：Winston Kirk（本編）、古澤徹（サウンドドラマ）
33歳。マサチューセッツ工科大学を首席で卒業した後、コンピュータ技師を経て建築家に転身。ビッグテーブルの設計を担当しており、彼曰く「芸術品」「私のシステムは完璧よ」と称して、シーフォックスがネイビーエリアに激突した際には憤慨していた。CCDエリアにある自分の部屋で、設計者の特権と称して仕掛けていた隠しカメラでSEALによるエアユニットエリア奪還作戦が行われる事が解かると、戦闘での破壊に伴う圧力差による基地の圧潰を心配していた。その後SEALがセットした時限爆弾でエアユニットエリアは破壊。その爆発の影響で気泡が海上の戦闘艦に襲い掛かり、後部ヘリパッドに駐機していたアメリカ海兵隊のハリアーIIが落下、海底へ着底した後にエネルギーユニットエリアへ直撃してメルトダウンが発生し、ジョンにそれを止めるための奇策を提案する。ジョンの活躍もあってメルトダウンは回避されたが既にクリーチャーへの変形が始まっており、ジョンに別れを告げ脱出させた直後に完全に寄生され海底トンネルエリアまでジョンを追いかけた。ちなみに日本語字幕はオネエ言葉である。
ダニー・レイノルズ（Danny Reynolds）
声：Nik Sliwerski（本編）、相沢正輝（サウンドドラマ）
39歳。ビッグテーブルのドッキングエリア現場主任で元海軍兵。口は悪いが人情に厚い。かつてクランシーが艦長を務める潜水艦にソナー員として働いていた過去があり、警告を無視して功を焦ったクランシーにより客船を沈めたが原因で、現在も彼に強い不信感を抱いている。終盤でネイビーエリアへ避難するもクリーチャー化したアンナに襲われ、ビッグテーブル本体からネイビーエリアを切り離すドッキングテーブルを作動させた後に死亡。
アンナ・ローランサン（Anna Lawrenson）
声：Skye Borgman（本編）、風見野枝（サウンドドラマ）
29歳。通信会社・ダイナミックネットワーク（DN）社所属。男勝りな性格の女性ダイバー。ビッグテーブルのアパートメントエリアに入った直後にクリーチャーに襲われたジョンを救ったが、その後DNエリアで自身もクリーチャー化する。ランボー（Rambo）という名のブルドッグを飼っており、この犬は最終的にジョンと共に脱出に成功する。
ダラス・シルヴァー（Dallas Silver）
声：Mark Murock
50歳。シーフォックス艦長。艦内で生存しており、核ミサイル発射を防ぐアイテムとヒントをくれるが、その後クリーチャーとなってジョンに襲い掛かり、彼に倒される。
ケン・フジヤマ（Ken Fujiyama）
声：Shingo Hiromori（本編）、菅原淳一（サウンドドラマ）
45歳。日本最大の商社・白旗商事に勤務。DN社に納入した大気圧潜水服“ビッグジム”の運用状況を視察するため、ビッグテーブルに来訪。DNエリアにやって来たジョンにある取引を持ちかける。その後、コネクションパークエリアへ移動するが、ビッグジムの中で死亡しているのをジョンに発見される。

## システム
海底基地という特性を活かした“空気”の概念が、本作の特徴である。施設内は自由に探索できるが、エリアによっては空気の残量が設定されており、画面右上にある数字が時間の経過や武器の使用によって減少する。数字が19を切ると室内が赤く点滅して酸欠状態となり、ゼロになると今度は画面左上の“AIR”ゲージが減少する。基地内の随所に設置されたエアシステムを起動させたり、武器の一つである圧縮空気入りの手榴弾（エアグレネード）を炸裂させる事で、空気を補充できる。水中を含めてエアシステムが使えない場合は、レギュレーター（非常用呼吸器具）を使用する必要がある。なお、エアシステムではレギュレーター用の空気の充填やゲームデータのセーブも可能。
“AIR”ゲージは酸素の残量を示し、レギュレーター使用時は青いゲージで、時間の経過（約3分）で赤になる。赤いゲージはジョンの肺内の酸素量で、エリア内の空気残量がなくなったり、レギュレーターがない場合は減少スピードが速くなる。AIRゲージの下には“HP”ゲージがあり、敵となるクリーチャーとの戦闘によるダメージに加え、AIRゲージがなくなった時にも減少していく。HPゲージがなくなるとゲームオーバーとなる。画面右下には残弾数が表示され、各エリアの倉庫で補充可能となっている。
銃器は道中で拾ったり、「ウェポンカード」を入手することで種類が増えていく。銃器の選択・所持・装備などは各所にある武器庫で行うことができ、同様に弾薬も武器庫で所持可能な最大値まで何度でも補給が可能（最大値は銃によってそれぞれ異なる）。また、一部の武器は特定のアイテムを入手することで最大値を増やすことができる。ただし、いずれも火薬の燃焼による酸素の消費を伴うため、発砲時は酸素残量に注意しなければならない。また、手榴弾は銃火器とは別に装備可能だが、装備できるのは一度に1種類のみである上、武器庫での補充ができない。また、手榴弾は一度に所持出来る最大値はいずれも15個である。

## 用語
ERS
Emergency Rescue Serviceの略で、ジョンたちが所属する民間企業。ビッグテーブルのレスキュー業務を担当している。
シーフォックス
冷戦終結後、アメリカが建造した長期航行型原子力潜水艦。
ビッグテーブル
マリアナ海溝淵の海底300メートルに建造された補給基地。補給を通じて、シーフォックスの機能を確かなものにするため建造された。施設は一部が軍需企業に貸し出され、軍人含め約60人が勤務。ジーナが取り残されたネイビーエリアは、海底に敷設されたレールを使って移動でき、独立した運用が可能である。また、高圧神経症候群（HPNS）を防ぐため、居住者は呼吸用に開発された気体・テトラミックスを利用している。外観は4本の支柱に支えられ、テーブルに見える事からその名がつけられた。
変異クリーチャー
本作の敵。寄生型ウイルスに感染した人間や生物の変異体。
寄生成虫(正式名称不明)
寄生細胞とも。40年前にNASAのマーキュリー計画で打ち上げられたスペースポッドに実験動物として乗せられていたオスのチンパンジーの体内に感染していたバクテリアが数十倍～数百倍のガンマ線・赤外線・紫外線をはじめとした宇宙放射線を浴びた事により変化したもので、これがもとでチンパンジーは冬眠状態にあった。これを利用して宇宙航行用の生命維持装置の開発を目指し極秘で行われたのが、クランシー・ドーキンス大佐を責任者とする「ディープ・ブルー計画」である。だが地球環境の中で進化を遂げ、寄生した霊長目の細胞を乗っ取りクリーチャーへ変化させる力を持つようになった。酸素に弱く、風邪のウイルスには増殖を抑制させる効果がある。

## 開発
本作のプロデューサーは『ファンタシースター 千年紀の終りに』のディレクターである小玉理恵子が務めた。
自身が起用された経緯について小玉は、当時の上司である大場規勝から応援要請を受けたと2019年のインタビューのなかで明かしている。
また、小玉は前述のインタビューの中で、ディレクターを務めた『千年紀の終りに』や『魔法騎士レイアース』で売り方について研究していたことからプロデューサーとして身構えるほどの変化はなかったものの、外部の開発会社や著名クリエーターとの共同作業や、映画館向けの動画広告など変わった宣伝手段など、より広い世界を学ぶことができ、次のステップへつなげられたと振り返っている。

## 主なスタッフ
- クリーチャーデザイン： 韮沢靖
- 音楽：川井憲次

## 関連作品
- DEEP FEAR サウンドトラック（1998年7月17日発売、マーベラスエンターテイメント）
- DEEP FEAR サウンドドラマ Vol.1 / Vol.2（1998年10月21日発売、徳間ジャパンコミュニケーションズ・TKCA-71485 / TKCA-71486）
- DEEP FEAR サウンドドラマ オープニング＆エンディングテーマ(1998年10月21日発売、徳間ジャパンコミュニケーションズ・TKDA-71470)
  - オープニングテーマ｢DEEP FEAR｣　作詞・作曲/大竹幸尚　編曲/中野正博　歌/水谷優子
  - エンディングテーマ｢思い出はずっと胸の奥に｣　作詞・作曲/大竹幸尚　編曲/中野正博　歌/小松里賀

## 評価
前年にセガサターンでも発売された『バイオハザード』にシステム等が似ている、と評された。